# Oblegovalni stolp
Oblegovalni stolp ) je specializirana oblegovalna naprava, izdelana za zaščito napadalcev in lestev, medtem ko se ta približuje obrambnemu zidu utrdbe. Stolp je bil lesen, pogosto pravokotne oblike, na štirih kolesih, s svojo višino približno enak kot zid ali včasih nekoliko višji, kar je omogočalo oblegovalcem, ki so stali na vrhu stolpa, streljati puščice na branilce. Ker so bili stolpi leseni in zato vnetljivi, so morali imeti nekakšno negorljivo prevleko iz železa ali svežih živalskih kož.
Uporabljali so se od 11. stoletja pr. n. št., pri Babiloncih in Asircih na starodavnem Bližnjem vzhodu, v 4. stoletju pred našim štetjem v Evropi in tudi v antiki na Daljnem vzhodu. Oblegovalni stolpi okornih dimenzij, podobni triboku, so bili večinoma zgrajeni na mestu obleganja. Ker so potrebovali za gradnjo veliko časa, so oblegovalni stolp zgradili v primeru, če obrambo nasprotne utrdbe ni bilo mogoče premagati z oblegovalnimi lestvami ali kopanjem ali razbijanjem zidov ali vrat.
Na oblegovalnem stolpu so bili včasih kopjenosci, suličarji, mečevalci, lokostrelci ali vojaki s samostreli, ki so streljali puščice na branilce. Zaradi velikosti stolpa je bil ta pogosto prva tarča velikih kamnitih katapultov, vendar so imeli svoje izstrelke s katerimi so vračali udarce.
Oblegovalni stolpi so bili uporabljeni zato, da bi lahko vojaki prešli čez zid na sovražnikovo stran. Ko je bil oblegovalni stolp dovolj blizu zidu, so spustili nekakšen corvus in vojska je lahko napadla grad ali mesto.

## Uporaba v antiki
Najstarejši znani oblegovalni stolp je uporabljala vojska novoasirskega imperija v 9. stoletju pr. n. št., pod vodstvom Ašurnasirpala II. (884-859 pr. n. št.). Reliefi iz časa njegove vladavine in poznejših kraljev prikazujejo oblegovalne stolpe in številne druge oblegovalne naprave, vključno  rampe in ovne.
Stoletja po tem, ko so bili uporabljeni v Asiriji, se je uporaba oblegovalnega stolpa razširila po vsem Sredozemlju. Največji oblegovalni stolp antike, imenovan Helepolis je bil uporabljen za obleganje Rodosa leta 305 pred našim štetjem, visok je bil 41 metrov in širok 20,5 metra. Za tako veliko napravo je bil potreben za učinkovit premik, prenos preko zobnikov. Upravljalo ga je 200 vojakov in je bil razdeljen na devet nadstropij; na različnih ravneh so bili nameščeni različni katapulti in ballste. Kasnejši oblegovalni stolpi so pogosto imeli podobne naprave.
Vendar je bil ta ogromen stolp poražen, saj so branilci poplavili jarek pred obzidjem, kar je povzročilo, da je stolp obtičal v blatu. Obleganje Rodosa opozarja na pomembno točko, da je večji oblegovalni stolp uporaben na ravnem terenu. Veliko gradov in mest ali utrdb na hribu je bilo praktično neranljivo za oblegovalne stolpe zgolj zaradi topografije. Manjši oblegovalni stolp se je lahko uporabljal na vrhu oblegovalnega nasipa, narejenega iz zemlje, grušča in lesa. Ostanki takšne oblegovalne rampe so po 2000 letih vidni pri Masadi v Izraelu še danes.
Na drugi strani pa so bila skoraj vsa največja mesta ob velikih rekah ali ob obali in tako je bil le del njihovih obzidij izpostavljen tem stolpom. Stolpi za takšno tarčo so bili sestavljeni drugje in razstavljeni pripeljani na ciljno mesto po vodi. V nekaterih redkih primerih so bili taki stolpi nameščeni na ladjah za napad na obalno obzidje mesta. Pri obleganju Cyzicusa v tretji mitridatski vojni na primer, so bili stolpi uporabljeni v povezavi z več konvencionalnega oblegovalnega orožja.
Eden izmed najstarejših opisov mobilnega oblegovalnega stolpa v antični Kitajski, je bil napisan kot dialog ali razprava o pomorskem bojevanju. V kitajski Yuejueshu (Izgubljeni zapisi države Yue), ki ga je v poznejši dinastiji Han avtor Yuan Kang napisal v letu 52, Wu Zixu (526 - 484 pred našim štetjem), domnevno razpravlja o različnih vrstah ladij kralja Helüja iz Wuja (vladal 514-496 pred našim štetjem), medtem ko razlaga vojaško pripravljenost. Pred označevanjem vrste vojnih ladij, ki so se uporabljale, je Zixu dejal:
Danes pri usposabljanju pomorskih sil za najboljši učinek uporabljamo taktiko kopenskih sil. Tako velika jadrnica ustreza težkim vozovom, mala jadrnica lahkim vozovom, trebuh napadalca za oblegovalnega ovna, grajske ladje za mobilne napadalne stolpe in mostne ladje za lahko konjenico. — 

## Srednjeveška in poznejša uporaba
S propadom rimskega cesarstva na zahodno samostojno in neodvisno državi in vzhodno rimsko cesarstvo na obrambno, je uporaba oblegovalnega stolpa dosegla vrhunec v srednjem veku. Oblegovalni stolpi so bili uporabljeni, ko so Avari neuspešno oblegali  Konstantinopel leta 626, kot pripoveduje Chronicon Paschale:
In v odseku od vrat Polyandrion do vrat sv. Romanusa so pripravili dvanajst visokih oblegovalnih stolpov, ki so bili izboljšani skoraj tako kot obzidje in so bili prekriti s kožami. — 
Na tem obleganju so napadalci uporabili tudi "svinje" - mobilna oklepna zavetišča, ki so bila uporabljena v celotnem srednjem veku in omogočala delavcem zapolniti v jarke za zaščito pred branilci (in tako izravnali tla za oblegovalne stolpe, da bi se premaknili k obzidju). Vendar pa je izgradnja poševnega zidu ob vznožju grajskega obzidja (kot je bilo običajno pri križarskih utrdbah ), do neke mere zmanjšala učinkovitost te taktike.
Oblegovalni stolpi so postali bolj dodelan v srednjem veku. Pri obleganje gradu Kenilworth leta 1266 na primer, je 200 lokostrelcev in 11 katapultov delovalo iz enega stolpa. Tudi takrat je obleganje je trajalo skoraj leto dni, kar je najdaljše obleganje v angleški zgodovini. Niso bili neranljivi, saj so v času padca Konstantinopla leta 1453, turški oblegovalni stolp poškropili branilci z grškim ognjem.
Oblegovalni stolpi so postali ranljivi in zastareli z razvojem velikega topa. Obstajali so le za napad vojakov preko visokih obzidij. Zaradi velikih topov so postala visoka obzidja zastarela. Vendar pa je kasnejša konstrukcija postala znana kot baterijski stolp na podobnem položaju v obdobju smodnika. Podobno kot oblegovalni stolp, je bil zgrajen iz lesa na mestu obleganja. Enega od teh je zgradil ruski vojaški inženir Ivan Vyrodkov med obleganjem Kazana leta 1552 (kot del rusko-kazanske vojne) in nanj postavil deset topov velikega kalibra in 50 lažjih topov. Verjetno je to predstavljalo razvoj naprave guliai-gorod (mobilna utrdba sestavljena iz voza ali sani in montažne stene z luknjami za topove). Kasnejše baterijske stolpe so pogosto uporabljali ukrajinski Kozaki.

## Obramba pred oblegovalnimi stolpi
Branilci so kot obrambo pred oblegovalni stolpi lahko:
- Zažgali stolpe z gorečimi puščicami ali zažigalnimi lonci.
- S katapulti in podobnimi napravami razbili stolpe.
- S protinapadom ali izpadom uničili posadko stolpa.
- Prevrnili stolpe s skritimi jarki in drugimi pastmi.

## Sodobne vzporednice
1. marca 2007 so policisti vstopili v poslopje Ungdomshuset v Københavnu na Danskem, z dvigom v višje nadstropje, ki je bilo nezakonito zasedeno, s pomočjo majhnega dvigala za namen, podobnega oblegovalnemu stolpu. Uradniki, ki so bili nameščeni v posodah, je operater dvigala dvignil proti oknom stavbe, kar je omogočilo policistom dostop do objekta.